# Pawłowsk
Pawłowsk (ros. Павловск) – miasto w Rosji. Administracyjnie wchodzi w skład miasta Petersburg.
Liczba mieszkańców w 2003 roku wynosiła ok. 15 tys.
W mieście jest stacja kolejowa Pawłowsk.
Urodził się tu Ludwik Jan Kos-Rabcewicz-Zubkowski – polski slawista i prawnik, specjalista w dziedzinie prawa arbitrażowego.

## Pałac i ogrody

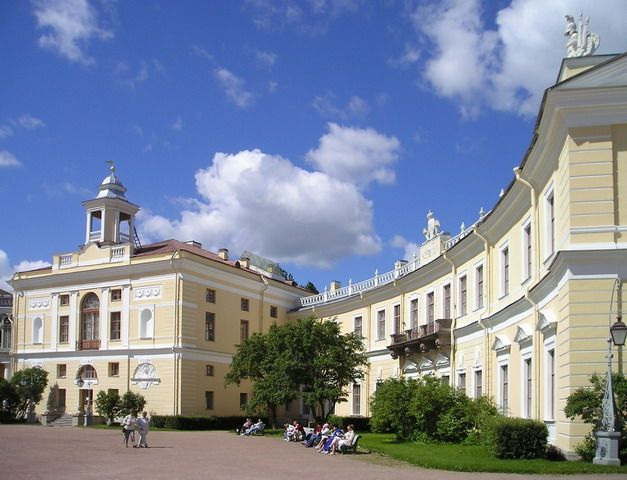
Pałac w Pawłowsku

W 1777 roku dla uczczenia narodzin wnuka caryca Katarzyna II podarowała ten majątek synowi Wielkiemu Księciu Pawłowi. Poleciła mu również swego ulubionego architekta Charlesa Camerona, żeby zaprojektował park i pałac. Prace w Pawłowsku rozpoczęły się w 1780 roku i były kontynuowane przez Marię Fiodorownę wdowę po Pawle I. W 1789 r. ulubiony architekt Pawła, Vincenzo Brenna dobudował skrzydła pałacowe. Niemal wszystkie apartamenty pałacu są stosunkowo skromne, co sprawia, że pałac charakteryzuje raczej swoisty czar niż przepych. Pożar w 1803 roku wymusił przebudowę części pałacu. Dokonał jej Andriej Woronichin. Westybul, zwany Egipskim, uzyskał obecny wygląd po dodaniu rzeźb z brązu i medalionów ze znakami zodiaku. U szczytu schodów znajduje się reprezentacyjny przedsionek Brenny, którego płaskorzeźby świadczą o militarnych zainteresowaniach Pawła. Z przedsionka wchodzi się do centralnej okrągłej Sali Włoskiej z oknami w kopule i masywnymi drzwiami z drzewa różanego i mahoniowego. Północny ciąg pokoi na tym piętrze użytkował Paweł, południowy Maria. W gabinecie Pawła znajduje się portret Marii z sześciorgiem dzieci (1794) pędzla Jana Lampiego. Narożny pokój w ciągu Pawła nosi nazwę Salonu Wojny, a w ciągu Marii – Salonu Pokoju. Oba są bogato zdobione. Pomiędzy nimi znajduje się Sala Grecka, klasycystyczne arcydzieło Camerona.  
Pałac otoczony jest przez angielski park pełen świątyń dumania, sztucznych ruin i altan. Znajduje się tam m.in. dorycka Świątynia Przyjaźni (1780), w której po raz pierwszy w Rosji zastosowano greckie formy architektoniczne.
W 1944 w czasie odwrotu Niemcy podłożyli ogień w budynkach pałacowych. Pałac płonął przez 10 dni, w wyniku czego zniszczeniu uległy prawe skrzydło, kopuła i wieży zegarowe. Przestały istnieć sala tronowa, kaplica i galeria obrazów. Doszczętnie zniszczona została również biblioteka Rossiego.

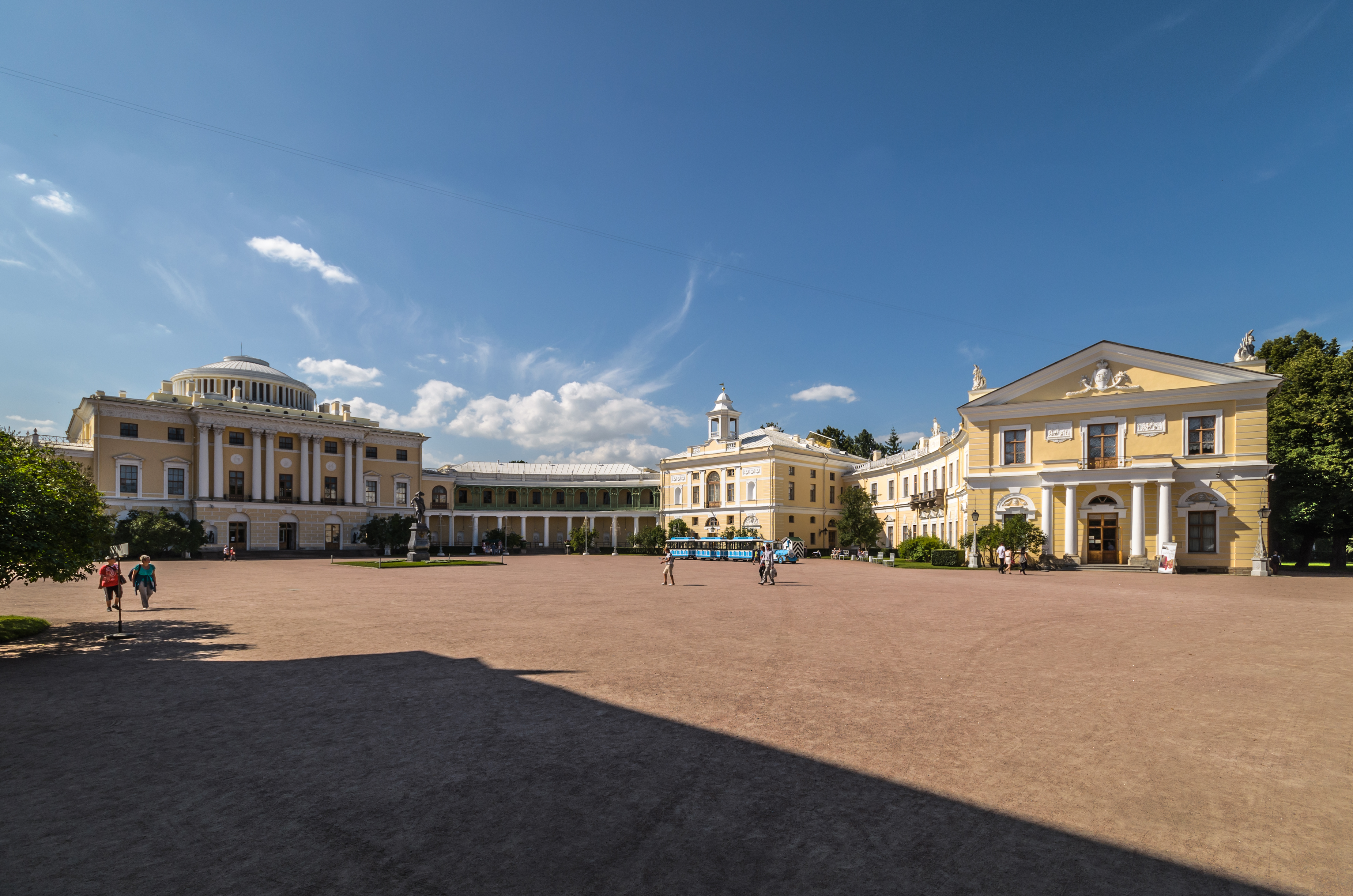
Pałac w Pawłowsku
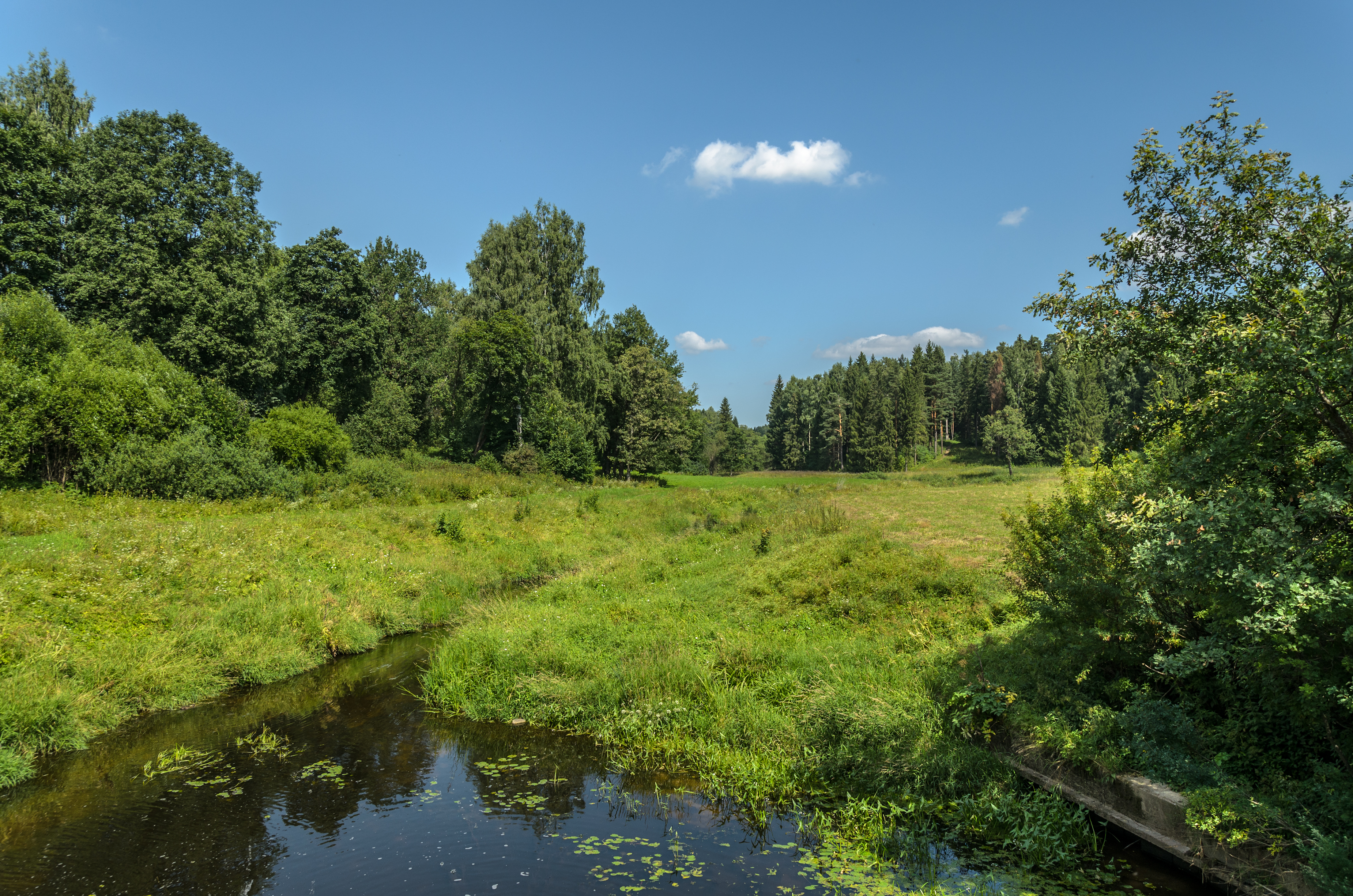
Pawłowsk - park
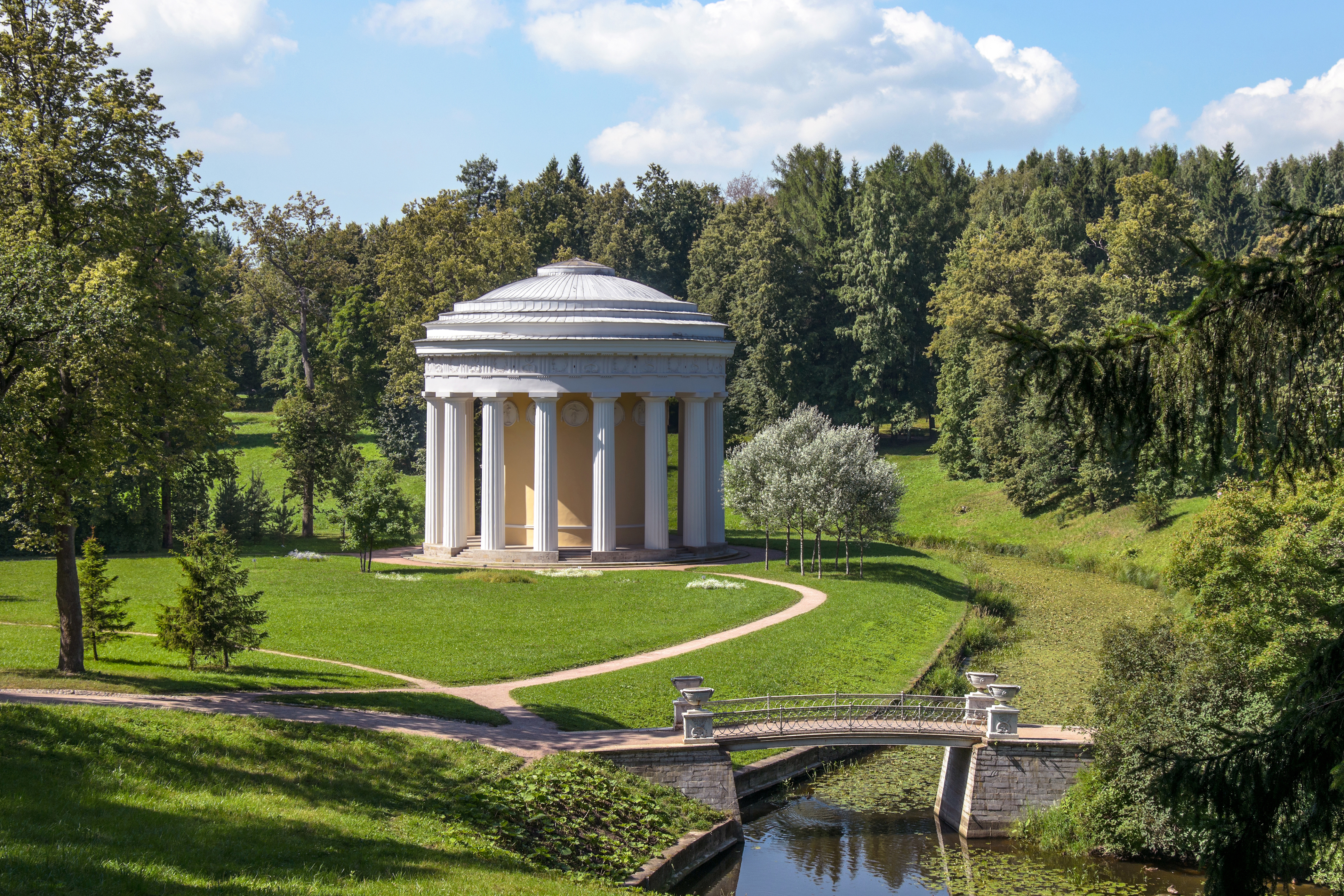
Pawłowsk -  park. Dolina rzeki Sławianka. Świątynia Przyjaźni
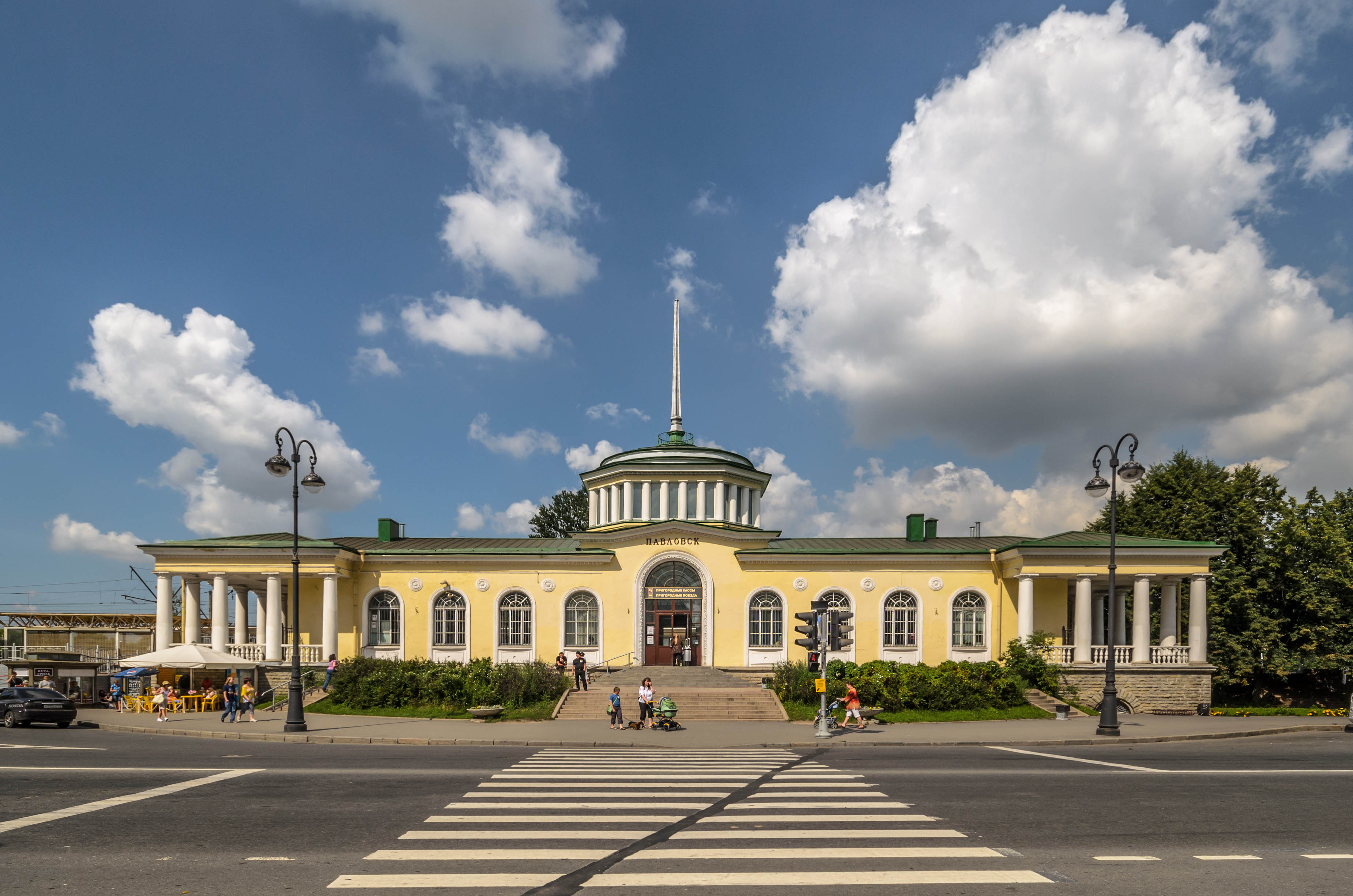
Pawłowsk - dworzec